# Lisa Marie Varon
Lisa Marie Sole (nacida el 10 de febrero de 1971) es una luchadora profesional retirada, fisicoculturista y competidora de fitness estadounidense, Actualmente trabaja como embajadora para la empresa WWE bajo el nombre de Victoria y la Total Nonstop Action Wrestling como Tara. 
Dentro de sus logros destacan dos reinados como Campeona Femenina de la WWE, cinco como Campeona de las Knockouts y uno como Campeona femenina en parejas de las Knockouts junto a Brooke Tessmacher. Como fisicoculturista, Lisa ganó su primera competencia en 1995 en la categoría de peso medio. Luego empezó a participar en competiciones de fitness. En 1997, Varon ganó la ESPN2's Fitness America Series y en 1999, consiguió un segundo puesto en un evento de fitness en Nueva York, consiguiendo la categoría de profesional según la Federación Internacional de Fisicoculturismo.

## Primeros años
Lisa nació en San Bernardino, California, es de padre puertorriqueño (veterano de Vietnam) y de madre coreana nacida en Turquía, quien fue cantante en Japón. Creció con tres hermanos mayores, todos los cuales se convirtieron en luchadores amateur, su hermano mayor, Bobby, ganó una medalla de oro en los Juegos Panamericanos de 1983. Varon asistió a la Secundaria Eisenhower en Rialto, California. Durante esta etapa fue porrista, deporte en el que compitió desde sexto grado.

## Carrera como fisicoculturista
Mientras trabajaba para Inland Eye y Tissue Bank, Varon empezó a trabajar como entrenadora personal y como profesora de aeróbic. Mientras entrenaba en el gimnasio, Varon recibió una oportunidad de competir en una competición de fisicoculturismo, concurso que ganó en la categoría de peso medio. Tras esto, siguió compitiendo en competicones de fitness, tales como ESPN2's Fitness America Series, competición en la que participó en 1997 y 1998, donde quedó en primer y segundo lugar, respectivamente. En 1998, mientras competía en el Miss Galaxy Competition conoció a Torrie Wilson, con la quien más tarde se hizo amiga. Más tarde se trasladó a Los Ángeles para buscar trabajo en segmentos de fitness televisados. En 1998, consiguió un segundo puesto en un evento de fitness en Nueva York, consiguiendo la categoría de profesional según la Federación Internacional de Fisicoculturismo.

## Carrera como luchadora profesional

### World Wrestling Federation / Entertainment

#### Entrenamiento y debut (2000-2001)
Después de trasladarse a Los Ángeles, Varon trabajó como entrenadora en el gimnasio Crunch Fitness, donde conoció a la luchadora Chyna, quien se sorprendió por su estado físico y quien la convenció para ser luchadora profesional. Poco después Varon envió su currículum a la World Wrestling Federation (WWF) y dos días después Kevin Kelly contactó con ella, quien le pidió que asistiese a una entrevista en el plazo de un mes. Sin tener experiencia previa, Varon buscó escuelas de Lucha libre profesional en Internet y comenzó a entrenar en la Ultimate Pro Wrestling (UPW) en junio del 2000, donde luchó bajo el nombre de Head Bitch In Charge y con un gimmick similar al de la Nitro Girl Miss Hancock. El cazatalentos de la WWE, Bruce Pritchard, quedó muy impresionado tras su primer combate y rápidamente contacto con ella para que trabajase en la WWF.
Varon hizo su debut en la WWF como una de las Hos que acompañaban a The Godfather. El 7 de agosto, Varon fue traicionada por The Goodfather, quien la lanzó a través de una mesa. En noviembre, Victoria fue enviada al territorio de desarrollo Memphis Championship Wrestling (MCW) para que empezase un entrenamiento intensivo. Victoria actuó durante un breve período como miembro de la comisión de la MCW y debido a esto tuvo un feudo con Stacy Carter y Ivory. Tiempo después, Varon se trasladó a Louisville, Kentucky para entrenar en la Ohio Valley Wrestling (OVW), donde usó el nombre de Queen Victoria. Mientras estaba en OVW se estableció como mánager de The Basham Brothers y de un miembro de dicho equipo, Doug Basham, quien ganó el Campeonato Peso Pesado de la OVW el 25 de julio de 2001.

#### Reinados como Campeona Femenina (2002-2004)

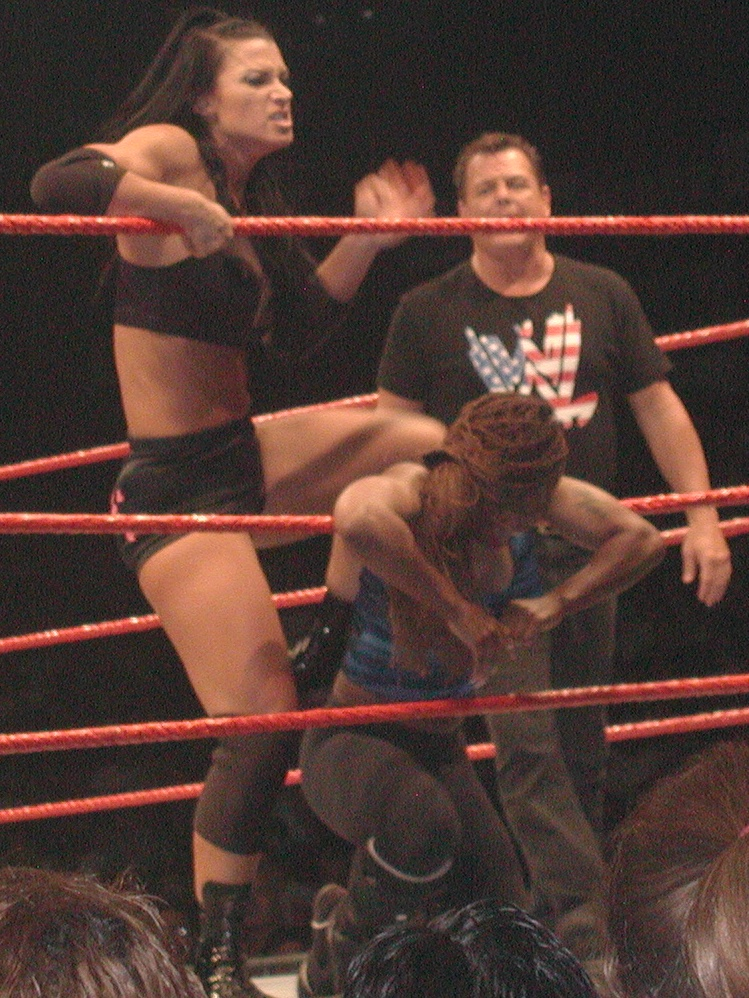
Victoria (de pie) luchando contra Jacqueline durante un house show, en 2002.

Varon hizo su regreso a la World Wrestling Entertainment el 7 de julio de 2002, bajo el nombre de Victoria, durante una edición de Sunday Night Heat, donde derrotó a la Campeona Femenina Trish Stratus, quien según Victoria, la había traicionado cuando trabajaban juntas como modelos de fitness. Este storyline hizo que Victoria cambiase a heel, lo que provocó un feudo con Stratus. Tuvo su primer combate en un PPV en No Mercy, siendo derrotada por Trish Stratus. Después de varios meses de fuedo, Victoria derrotó a Stratus en Survivor Series en un Hardcore match, consiguiendo el Campeonato Femenino por primera vez en su carrera. Tras defender el título frente a Stacy Keibler la noche posterior a Survivor Series, Victoria fue atacada por Stratus pero Steven Richards acudió a rescatarla, lo que provocó una relación entre Victoria y Richards. El 15 de diciembre en Armageddon retuvo su título ante Trish Stratus y Jacqueline. 

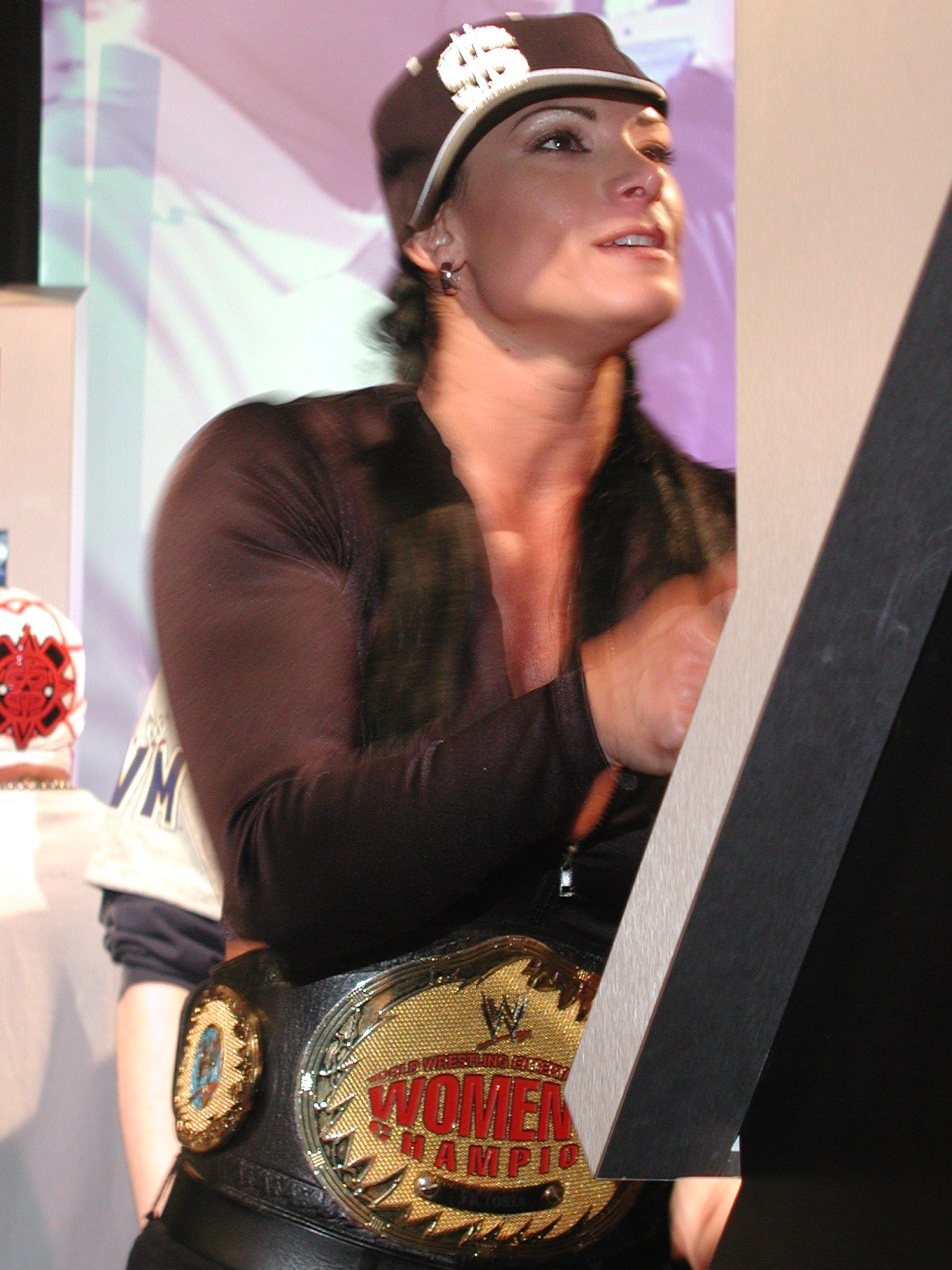
Victoria como Campeona Femenina de WWE, en 2003.

El 24 de febrero de 2003 en Sunday Night Heat, volvió a retener el título esta vez frente a Molly Holly. Victoria continuó con su feudo con Trish Stratus durante el 2003, teniendo varios combates en parejas mixtos junto a Steven Richards. En WrestleMania XIX, Victoria perdió el Campeonato Femenino tras ser derrotada por Stratus en un Triple Threat Match, en el que también participó Jazz. En Judgment Day se enfrentó a Jazz, Jacqueline y Stratus en un Fatal Four-Way match por el Campeonato Femenino pero fue derrotada. El 30 de junio en Raw, tuvo otra oportunidad por el Campeonato Femenino en un battle royal, pero fue la última eliminada por Gail Kim. El 1 de septiembre en Raw, hizo equipo con Steven Richards siendo derrotados por Stacy Keibler y Test en un No Desqualification Match. Posteriormente tuvo un pequeño feudo con Lita, a la cual derrotó en el primer Steel Cage match entre mujeres en la historia el 24 de noviembre. Tras esto, el 15 de diciembre, Victoria se convirtió en el retadora N.º 1 al Campeonato Femenino después de derrotar a Ivory. Tras dicho combate, la Campeona Femenina, Molly Holly, golpeó a Victoria con el campeonato en la cabeza. La semana siguiente en Raw, Victoria giro a face después de atacar a Holly después un combate en parejas.
Durante el 2004 continuó con su feudo con Holly, a quien derrotó en el evento Royal Rumble. El 23 de febrero, Victoria derrotó a Holly, Lita y Jazz en un Fatal Four-Way Elimination match ganando el Campeonato Femenino por segunda vez. Tras derrotar a Holly en un combate en parejas la semana siguiente, Victoria la desafió a un combate Hair vs Title match en WrestleMania XX, combate que finalmente fue ganado por Victoria. Tras la lucha Victoria rapó a Holly. En Backlash, Victoria retuvo el campeonato frente a Lita, pero luego ambas fueron atacadas por Molly Holly y Gail Kim. En los episodios posteriores de Raw Victoria hizo equipo con Lita, para enfrentarse a Molly Holly y Gail Kim. Finalmente Victoria perdió el Título en Bad Blood, después de que Trish Stratus ganase un Fatal Four-Way match en el que también participaron Gail Kim y Lita. Más tarde, el 21 de junio en el correspondiente episodio de RAW, Victoria obtuvo su lucha de revancha, pero fue derrotada por la campeona Trish Stratus, con la intervención de Tyson Tomko. Después del combate, apareció una misteriosa mujer, quien finalmente resultó ser Steven Richards, quien atacó al aliado de Trish, Tyson Tomko. La misteriosa mujer ayudó en varias ocasiones a Victoria después de sus combates. Victoria continuó su rivalidad con Molly Holly y Gail Kim, a las que derrota en la mayoría de ocasiones. En Vengeance, Victoria derrotó a Molly Holly convirtiéndose en la retadora N.º 1 al Campeonato Femenino, luego de una super Kick. En Unforgiven, Victoria fue derrotada por la campeona Trish Stratus, nuevamente con interferencia de Tyson Tomko. Durante el resto del año Victoria participó en luchas individuales frente a Gail Kim, Jazz, y Trish Stratus, en episodios de WWE Raw y WWE Sunday Night HEAT, y ocasionalmente haciendo equipo con Lita, Stacy Keibler y Nidia.
El 21 de febrero de 2005, Victoria se enfrentó a Trish Stratus y Molly Holly, con el título en juego, pero fue derrotada por la campeona, cuando esta cubrió a Molly Holly después de un Widow's Peak.

#### Vince's Devils (2005-2006)

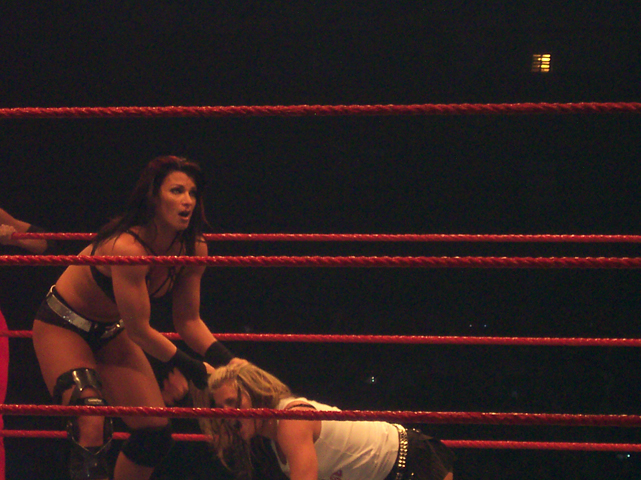
Victoria (de pie) luchando contra Ashley Massaro durante un house show, en 2005.

El 30 de mayo de 2005, Victoria participó en un Diva Bikini Contest, el cual fue ganado por Christy Hemme. Debido a esta derrota, Victoria giró a heel y atacó a las demás concursantes. Tras esto, Victoria tuvo un pequeño feudo con Christy Hemme, el cual terminó en Vengeance, en un combate que Victoria ganó. Poco después, Victoria se alió con Candice Michelle y Torrie Wilson (colectivamente conocidas como Ladies in Pink y más tarde como Vince's Devils) y tuvieron un feudo con la ganadora de la Diva Search, Ashley Massaro. Massaro fue apoyada por Trish Stratus, y en Unforgiven, Victoria y Wilson fueron derrotadas por Stratus y Ashley. El feudo continuó en WWE Homecoming, donde Ladies in Pink perdieron frente a Stratus y Ashley en un Handicap Bra and Panties match. Durante el feudo, también debutó Mickie James, aliandosé con Stratus y Ashley. El 26 de diciembre en Raw, fue derrotada por Carlito en un Beat The Clock Challenge.
El 6 de marzo de 2006, durante la presentación de la portada de Playboy en la cual salía Candice Michelle, Victoria y Candice atacaron a Torrie Wilson y empezaron un feudo entre ellas. Se estableció un combate entre Victoria y Candice frente a Wilson y Stratus para Saturday Night's Main Event, sin embargo, durante la edición de Raw anterior a Saturday Night's Main Event, Wilson fue encontrada inconsciente por lo que se aplazó el combate al 27 de marzo, en un combate donde Victoria y Candice fueron derrotadas. El 1 de mayo fue derrotada junto a Candice Michelle por Torrie Wilson y Beth Phoenix. El 6 de mayo la derrotó Beth Phoenix La alianza entre Victoria y Candice llegó a su fin el 17 de julio durante un combate en parejas, en el cual Victoria y Mickie James fueron derrotadas por Wilson y Stratus, siendo Candice el árbitro especial.

#### Cambios de marca y varias historias (2007-2009)
El 27 de noviembre, Victoria ganó un Divas battle royal, convirtiéndose en la retadora N.º 1 al Campeonato Femenino. Tras convertirse en la retadora al título, Victoria comenzó a llevar al ring una lista, la cual contenía el nombre de otras divas y durante varias semanas, Victoria empezó a anotar en dicha lista el nombre de las divas a las cuales había derrotado. El 18 de diciembre, Victoria derrotó a Mickie James, la cual era la Campeona Femenina, en un combate no titular. En New Year's Revolution, Victoria fue derrotada por Mickie James en un combate por el título y el 15 de enero fue nuevamente derrotada en un combate de revancha. Victoria hizo equipo con Melina, enfrentándose en varios combates contra Mickie James y Candice, en los cuales fue utilizada como jobber para impulsar la carrera de Candice, quien ganaría en campeonato femenino meses más tarde.
El 17 de junio de 2007 fue enviada a la marca SmackDown! debido al Draft 2007. En SummerSlam participó en un battle royal, pero fue eliminada. Inicialmente Victoria a su llegada a WWE SmackDown, tuvo una intensa rivalidad con Torrie Wilson, tras esto, Victoria comenzó una relación con Kenny Dykstra. El dúo estuvo involucrado en pequeños feudos contra parejas como Torrie Wilson y Jimmy Wang Yang, y Michelle McCool y Chuck Palumbo pero se separaron a principios de 2008. En Survivor Series hizo equipo con Beth Phoenix, Jillian, Layla y Melina siendo derrotadas por Mickie James, Michelle McCool, Kelly Kelly, Maria y Torrie Wilson. Victoria participó también en la extinta ECW, en combates individuales y en equipo junto a Layla, frente a Kelly Kelly y Michelle McCool.

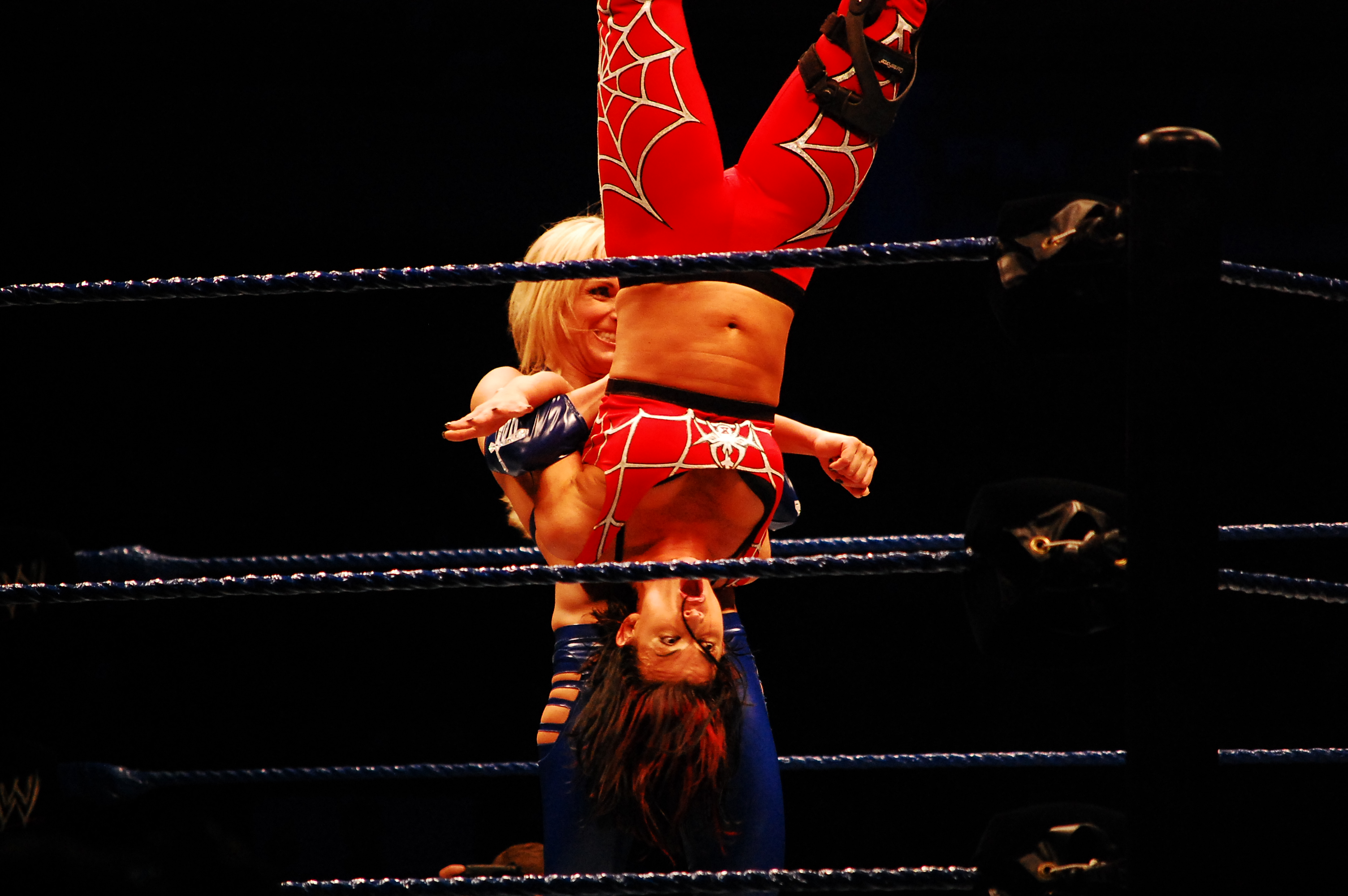
Victoria (de rojo) durante un combate contra Michelle McCool en un house show, 2008.

Durante marzo de 2008, participó en un concurso buscando a la mejor Diva de SmackDown contra Michelle McCool, Eve Torres, Cherry y Maryse, pero fue la última eliminada. Victoria continuó su rivalidad con Michelle McCool en SmackDown!, e introdujo a la diva debutante Natalya en dicha rivalidad el 4 de abril. La siguiente semana formó equipo con Natalya derrotando a Michelle McCool y Cherry. En Backlash, participó en un 10 Divas Tag Team Match, en el cual salió vencedora junto con Beth Phoenix, Natalya, Layla, Jillian y Melina, frente a la campeona femenina Mickie James, Michelle McCool, Ashley Massaro, Maria, Cherry, y Kelly Kelly. El 6 de junio tuvo oportunidad por ser aspirante número uno para el nuevo Campeonato de Divas de la WWE contra Michelle McCool, Maryse, Cherry Layla y Natalya, ganando Natalya. El 4 de julio volvió a tener otra oportunidad, pero esta vez fue ganada por Michelle McCool. Victoria tuvo múltiples combates contra Brie Bella saliendo derrotada vía rollup. Victoria y su compañera de equipo Natalya descubrieron por qué Brie Bella se escondía bajo el ring y salía renovada para aplicar una cobertura oportunista. Así se dieron cuenta de que eran dos gemelas, entonces Brie Bella y Nikki Bella las atacaron aplicándoles un Sitout Facebuster. Natalya & Victoria fueron derrotadas por las novatas en el siguiente Smackdown, nuevamente vía Rollup, para terminar la rivalidad. El 23 de noviembre en Survivor Series en un Tradicional Survivor Series Match el Team SmackDown! (Michelle McCool, Maryse, Natalya, Maria y Victoria) fue derrotado por el Team Raw (Beth Phoenix, Candice, Kelly Kelly, Mickie James y Jillian). El 14 de diciembre en Armageddon participó en un Divas Santas Little Helper Match con Maryse, Natalya y Jillian saliendo derrotadas contra Michelle McCool, Mickie James, Kelly Kelly y Maria.
El 13 de enero de 2009, anunció su retiro de WWE, tras perder un combate ante Michelle McCool. En WrestleMania XXV hizo una aparición especial en la lucha para coronar a Miss WrestleMania, pero no logró ganar siendo eliminada por The Bella Twins.

### Total Nonstop Action Wrestling

#### Debut y Campeona Knockouts (2009-2010)

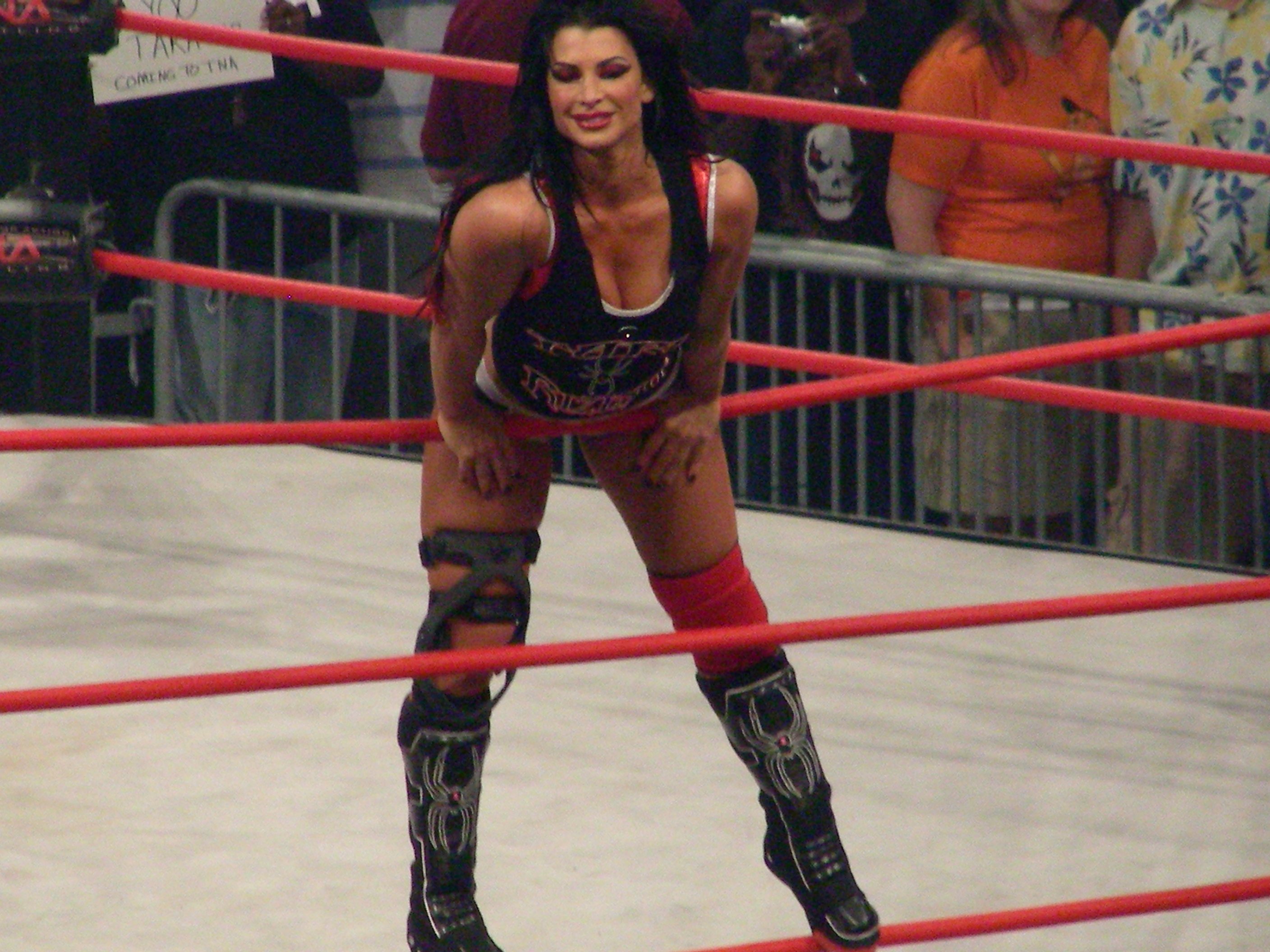
Tara en TNA, junio de 2009.

El 24 de mayo de 2009, durante el evento Sacrifice, TNA Mobile anunció que Varon había firmado un contrato con la empresa. El 28 de mayo, bajo el nombre de Tara, Varon hizo su debut en TNA atacando a The Beautiful People. En Slammiversary, Tara se enfrentó a Angelina Love en un combate donde estaba en juego el Campeonato Femenino de la TNA pero fue derrotada. Sin embargo, el 24 de junio, Tara se proclamó Campeona Femenina tras derrotar a Angelina en el combate de revancha, pero lo perdió en Victory Road ante la misma. Tras esto, empezó a hacer equipo con Christy Hemme, peleando en un torneo para coronar a las primeras Campeonas Femeninas en Parejas de la TNA, ganando la primera ronda al derrotar a Hamada & Sojo Bolt, pero fueron derrotadas en la segunda por Angelina Love & Velvet Sky. Luego empezó un feudo con Awesome Kong, peleando en Bound for Glory contra Kong y ODB por el Campeonato Femenino de la TNA, ganando ODB la lucha y reteniendo el campeonato. Su feudo con Kong culminó en Turning Point en un Six Sides of Steal match, ganando Tara la lucha. Tras esto, ganó su segundo Campeonato Femenino al derrotar a ODB en Final Resolution.
Sin embargo, lo perdió el 4 de enero de 2010 ante ODB. Finalmente, ambas se enfrentaron en Genesis con el título en juego, ganándolo Tara. Tras esto, empezó un feudo con Daffney, reteniendo el título en Destination X. Sin embargo, Daffney le robó su araña, continuando ambas su feudo. Perdió el título el 5 de abril ante Angelina Love, ya que Tara ganó el Lockbox eight Knockout elimination tag team match, donde consiguió una llave que abrió un cofre con su araña dentro.
En Lockdown se enfrentó junto a Love por los Campeonatos Femeninos en Parejas de la TNA de Beautiful People, apostando Love su título. Durante la lucha, Madison Rayne cubrió a Tara, proclamándose campeona.

#### Alianza con Madison Rayne (2010-2011)

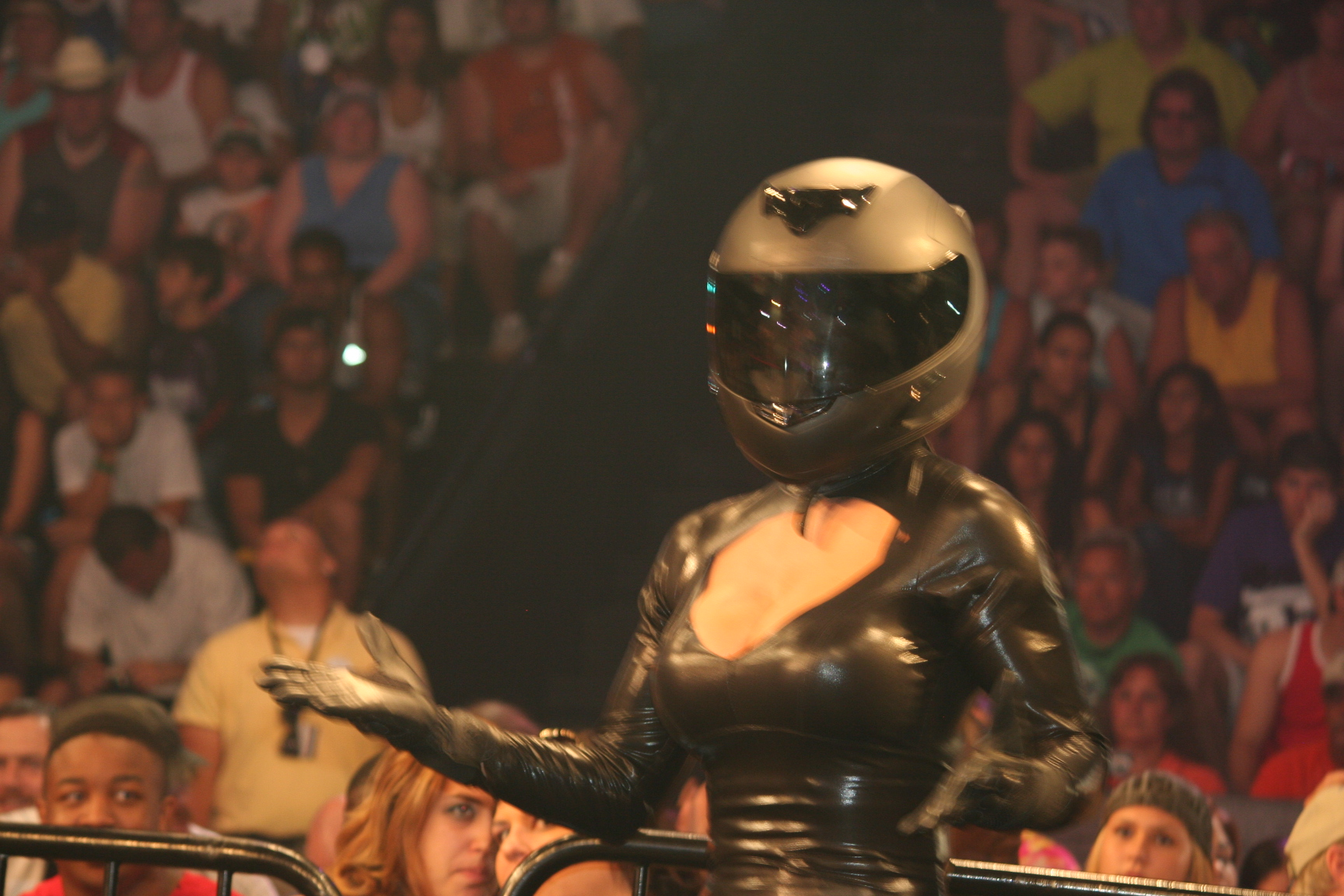
Tara usando un casco de motociclista, luego de hacer su regreso misterioso en Victory Road 2010.

A causa de esto, Tara se enfrentó a Rayne en Sacrifice, apostando su carrera frente al título de Rayne. Sin embargo, Tara perdió la lucha, por lo que se retiró por segunda vez de la lucha libre profesional. A pesar de esto, Tara hizo su regreso a la TNA en Victory Road como una motociclista, costándole el Campeonato Femenino a Madison Rayne, quien lo defendía ante Angelina Love. Sin embargo la victoria de Love fue anulada porque Tara no pertenece a The Beautiful People y Rayne recuperó el título. Tras esto, Sky cambió a face al aliarse con Love, empezando ambos equipos un feudo. Finalmente, Tara se desenmascaró el 2 de septiembre en Impact!, después de que ella & Rayne derrotaran a Love & Sky en una lucha por parejas. Su feudo culminó en Bound for Glory, donde derrotó a Love, Rayne y Sky en una lucha por el Campeonato Femenino de la TNA con Mickie James como árbitro especial, ganando por cuarta vez el título. Sin embargo, al día siguiente lo perdió ante Madison Rayne. Tras la lucha, apareció James, quien la acusó de destrozar el prestigio del título, empezando ambas un feudo que les llevó a una lucha en Turning Point, la cual acabó sin resultado al atacar ambas al árbitro. Sin embargo, continuó peleándose con James durante las siguientes ediciones de Impact!, por lo que se pactó una lucha entre ellas en Final Resolution en un Falls Count Anywhere match, la cual ganó Tara después de que Rayne interfiriera y golpeara con el título a James. Su feudo con James terminó el 12 de diciembre en TNA Impact, donde Tara perdió ante James en un Steel Cage match. Tras esto, pasó a formar part de un torneo por el vacante Campeonato Femenino en Parejas de la TNA junto a Rayne, derrotando a James & Miss Tessmacher en la primera ronda, pero perdiendo ante Angelina Love & Winter en la final.
En Genesis ayudó a Madison Rayne a retener el Campeonato Femenino de la TNA ante Mickie James. Sin embargo, empezó a tener discusiones con Rayne, ya que no quería acatar todas su órdenes, como atropellar a James con su moto, cambiando de heel a face. Debido a que en Lockdown perdió su título, dos semanas después pidió su revancha en Sacrifice, con la condición de que si Rayne perdía, Tara se liberaría de su contrato con ella. En Sacrifice, Tara estuvo presente en el combate, atacando a Rayne con un guante pesado para darle la victoria a James.

#### TnT y relación con Jesse (2011-2013)
Después formó equipo con Mickie James y Brooke Tessmacher derrotando a Madison Rayne, Rosita y Sarita. El 23 de junio, en las grabaciones de Impact!, durante una entrevista atacó a Madison Rayne diciéndole que estaba ansiosa por ponerle las manos a esta. El 30 de junio, en Impact! junto a Mickie James y Brooke Tessmacher derrotaron a Winter, Angelina Love y Madison Rayne. Más tarde, el 14 de julio, en Impact!, se enfrentó a Madison Rayne obteniendo la victoria y haciendo el regreso de su famosa araña.
El 12 de julio (Transmitido el 21 de julio) junto a Brooke Tessmacher derrotaron a Sarita & Rosita consiguiendo el Campeonato Femenino en Parejas de la TNA. Más tarde, los retuvieron en Hardcore Justice frente a Rosita & Sarita y el 18 de octubre (transmitido el 20 de octubre) ante Angelina Love & Winter, pero el 26 de octubre (emitido el 3 de noviembre) lo perdieron ante Gail Kim & Madison Rayne. El 17 de noviembre participó en una Knockouts Gunglet Match, para obtener una oportunidad por el Campeonato Femenino de la TNA. pero fue eliminada por Mickie James.

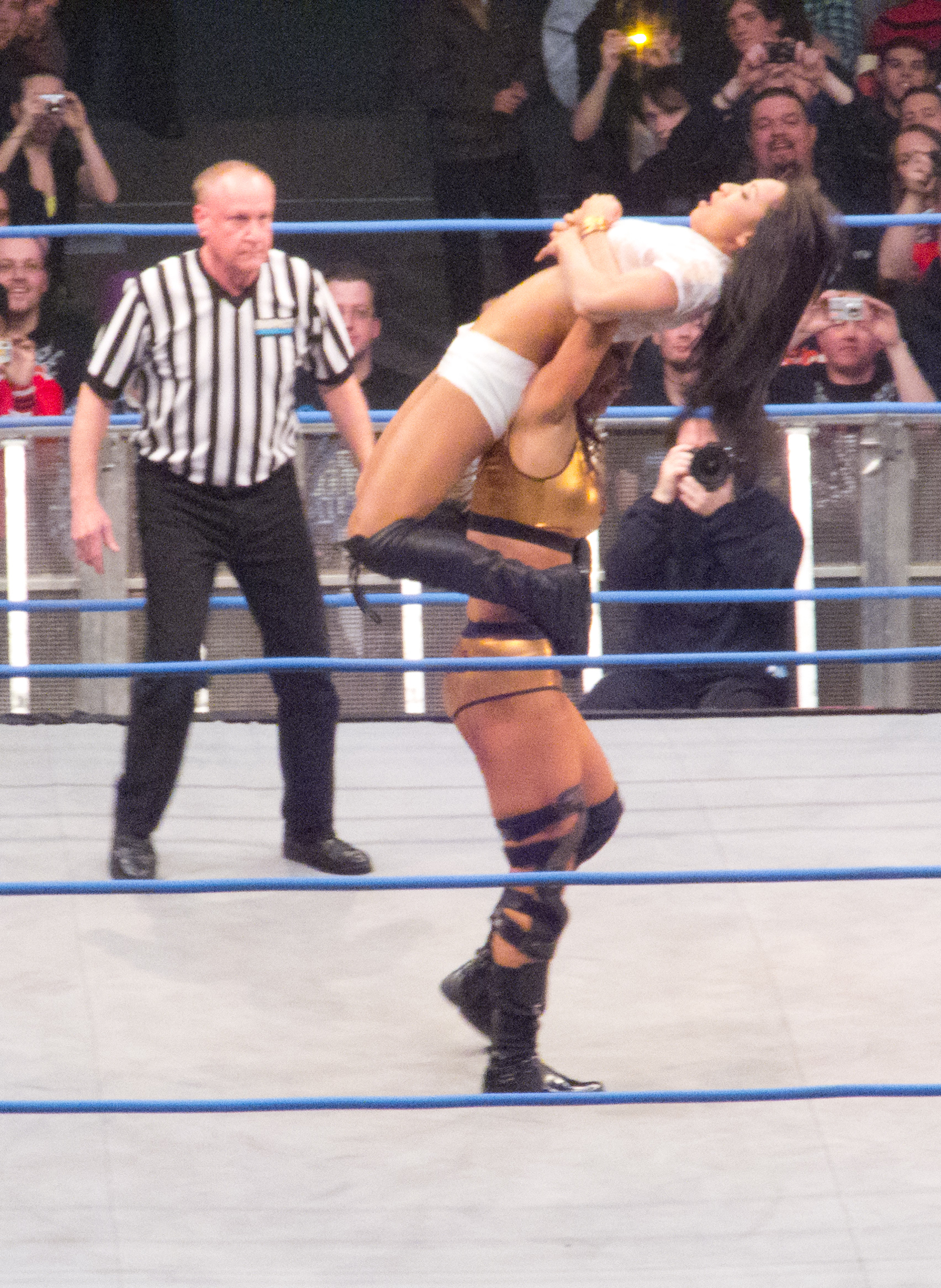
Tara preparándose para aplicarle un Widow's Peak a Gail Kim, en 2012.

El 26 de enero del 2012, derrotó a Mickie James y Velvet Sky, convirtiéndose el la contendiente Num. 1 por el Campeonato Femenino de la TNA, de Gail Kim, obteniendo dicha oportunidad en el evento Against All Odds. Sin embargo, en el evento fue derrotada por Kim después de que esta le aplicara un Eat Defeat. El 17 de febrero, participó en una Knockouts Batle Royal por la Contendiente #1 por el Campeonato Femenino de la TNA, en contra de Gail Kim, pero no logró ganar, siendo eliminada por Angelina Love. El 4 de abril participó de un Knockouts Championship Challenge por el Campeonato Femenino de la TNA, siendo derrotada por Velvet Sky. El 7 de junio se enfrentó en un Knockouts Fatal-4 Way para enfrentar a Gail Kim en Slammiversary X, perdiendo la lucha. El 21 de junio en iMPACT, participó en el TNA Gutcheck derrotando a Tealer Hendrix. El 2 de agosto en enfrentó a Madison Rayne, Gail Kim y Mickie James en una lucha para ser aspirante al Campeonato Femenino de la TNA. A pesar de que cubrió a Rayne, el árbitro, que estaba en una relación (kayfabe) con Madison, la proclamó como la ganadora.
El 23 de agosto en Open Fight Night, su alumna, la Campeona Femenina Miss Tessmacher la ofreció un combate sin el título en juego, al cual aceptó, consiguiendo una victoria, siendo con esto proclamada retadora al título. En No Surrender, fue derrotada por Tessmacher. La semana siguiente, mientras celebraba la victoria junto a la campeona, la atacó y aplicó un "Widows Peak", cambiando a Heel. El 27 de septiembre en Impact Wrestling, consiguió otra oportunidad al título al derrotar a ODB. En Bound for Glory derrotó a Tessmacher ganado el Campeonato Femenino de la TNA por quinta vez. Tras el combate, introdujo a su novio de Hollywood (Kayfabe) Jesse. Pronto junto a su novio comenzaron una rivalidad con ODB, llevándolos a un combate en Turning Point donde ODB & Eric Young los derrotaron. En Final Resolution retuvo el campeonato tras derrotar a Mickie James. El 20 de diciembre en Impact Wrestling retuvo una vez más el título contra Mickie James. El 21 de febrero en Impact Wrestling desde Inglaterra, tuvo que defender el título contra Miss Tessmacher, Gail Kim y Velvet Sky, llevándose esta última la victoria y el título. La semana siguiente Tara obtuvo su revancha por el título pero fue derrotada por Sky. El 16 de julio en vía Twitter la empresa dio a conocer que Varon había sido despedida de la empresa.

### Circuito independiente (2011-2019)
Tras recuperarse de su lesión en la cabeza, Tara debutó en el evento de la Family Wrestling Entertainment FWE: Fallout el 15 de noviembre de 2011, derrotando a Madison Rayne con Christy Hemme como árbitro. Regresó a la empresa el 25 de febrero de 2012, participando en un torneo para coronar a la primera campeona de la empresa en FWE: No Limits, perdiendo ante Maria Kanellis. Tara entonces ayudó a Maria a derrotar a Winter a ganar el título. El 26 de octubre de 2013, en Glory by Honor XII, debutó en Ring of Honor bajo su nombre real. Durante el evento, atacó a Maria Kanellis. 
El 19 de junio de 2015, Varon regresó al circuito independiente en el evento Championship Wrestling Maryland Ladies Night, donde fue el árbitro del combate por el Campeonato de Mujeres MCW entre Mickie James y Amber Rodríguez.

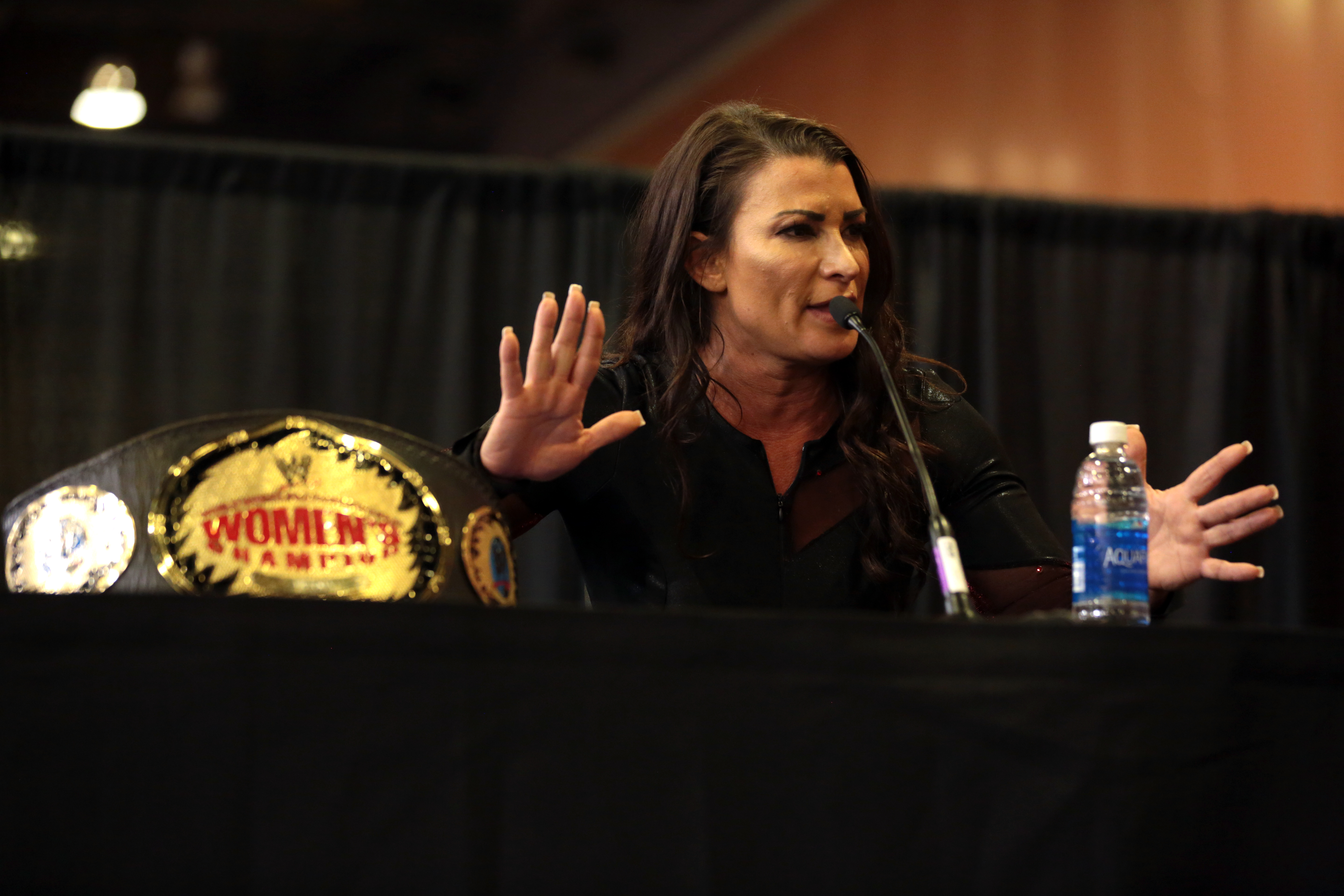
Varon, en 2017.

En 2017 fue derrotada por Candice Michelle en House of Hardcore: 36. El 6 de enero de 2019, Varon anunció que sería su último año como luchadora activa. Ella compitió en su último partido en el evento principal en Masters Of The Ring Entertainment el sábado 21 de septiembre derrotando a Melina, y convirtiéndose en la primera campeona femenina de dicha empresa.

### Regreso a WWE (2021, 2024-presente)
Lisa Marie reapareció como Victoria participando en el Royal Rumble femenino del 2021, entrando como la #10 y marcando así su regreso después de haber salido de la empresa 12 años atrás, sin embargo, no logró ganar al ser eliminada por Shayna Baszler.
El 31 de agosto de 2024, Varon reveló a través de su Twitter que había firmado con la WWE bajo un contrato de Leyendas y reveló que su imagen de truco de lucha libre se incluirá en productos de la WWE como videojuegos y figuras de acción.

### Regreso a Impact Wrestling (2023)
Junto a Gisele Shaw se enfrentaron a Death Dollz (Taya Valkyrie & Jessicka) por los Campeonatos Knockouts en Parejas de Impact, sin embargo perdieron.

## Otros medios
Lisa ha hecho apariciones en videojuegos de la WWE, entre ellos están:
| Año           | Juego                                                                | Notas |
| ------------- | -------------------------------------------------------------------- | --- |
| 2003          | WWE SmackDown! Here Comes The Pain, WWE WrestleMania XIX y WWE Raw 2 | Debut bajo el nombre de Victoria. |
| 2004          | WWE SmackDown! vs Raw y WWE Day of Reckoning                         | Bajo el nombre de Victoria. |
| 2008          | WWE SmackDown vs Raw 2009                                            | Bajo el nombre de Victoria. |
| Por confirmar | The Wrestling Code                                                   | Será el primer videojuego en el que aparecerá bajo su nombre real. La desarrolladora compartió un video en redes sociales en el que se puede ver a Lisa hacer la captura de movimientos de su entrada así como de sus finishers. |

En 2020 inicio un podcast junto a Valerie Wyndham y Mickie James llamado GAW (Grown Ass Women), donde hablan de sus vidas personales, el detrás de cámaras en la lucha libre profesional así como llevar invitados especiales del medio.

## Vida personal
Estuvo casada con Lee Varon desde 1994 hasta el 2015.
Lisa tiene tatuado un corazón en el tobillo, mismo que se hizo durante sus años de secundaria a escondidas. Es una gran fanática de las motocicletas.

### Negocios
Lisa Marie fue dueña de su propia restaurante en Louisville, Kentucky llamadl Fat Tony's Pizzeria, pero lo vendió en 2007. En mayo del 2008 junto a su esposo abrió una tienda de vehículos llamado Black Widow Customs, en la misma ciudad. La tienda fue destruida el 16 de diciembre del 2010 en un incendio, mismo que las autoridades calificaron de sospechoso. Esto ocurrió el día después del segmento "Consumer Watch" de un programa de televisión local.  Antwane Glenn, un jugador de fútbol de la Universidad de Kentucky, quería un reembolso después de afirmar que su automóvil no se podía conducir después del trabajo de Black Widow Customs. Se puso en contacto con WHAS11 y detalló su historia en el programa.
En marzo de 2013, Lisa abrió un restaurante con temática de lucha libre en Chicago, Illinois llamado The Squared Circle. En enero de 2015, Lisa anunció que se mudaría de regreso a California y dejaría el restaurante en manos de su exesposo, Lee Varon. Días después de un incidente mediático que involucró a su exesposo y un hombre armado dentro del establecimiento, Lisa anunció su intención de cerrar el establecimiento, añadiendo que ya no apoyaría el negocio ni alentaría a sus compañeros luchadores a hacer apariciones promocionales en el mismo. El restaurante cerró el 10 de abril del 2017, justo dos años después del incidente con el hombre armado.

## Campeonatos y logros

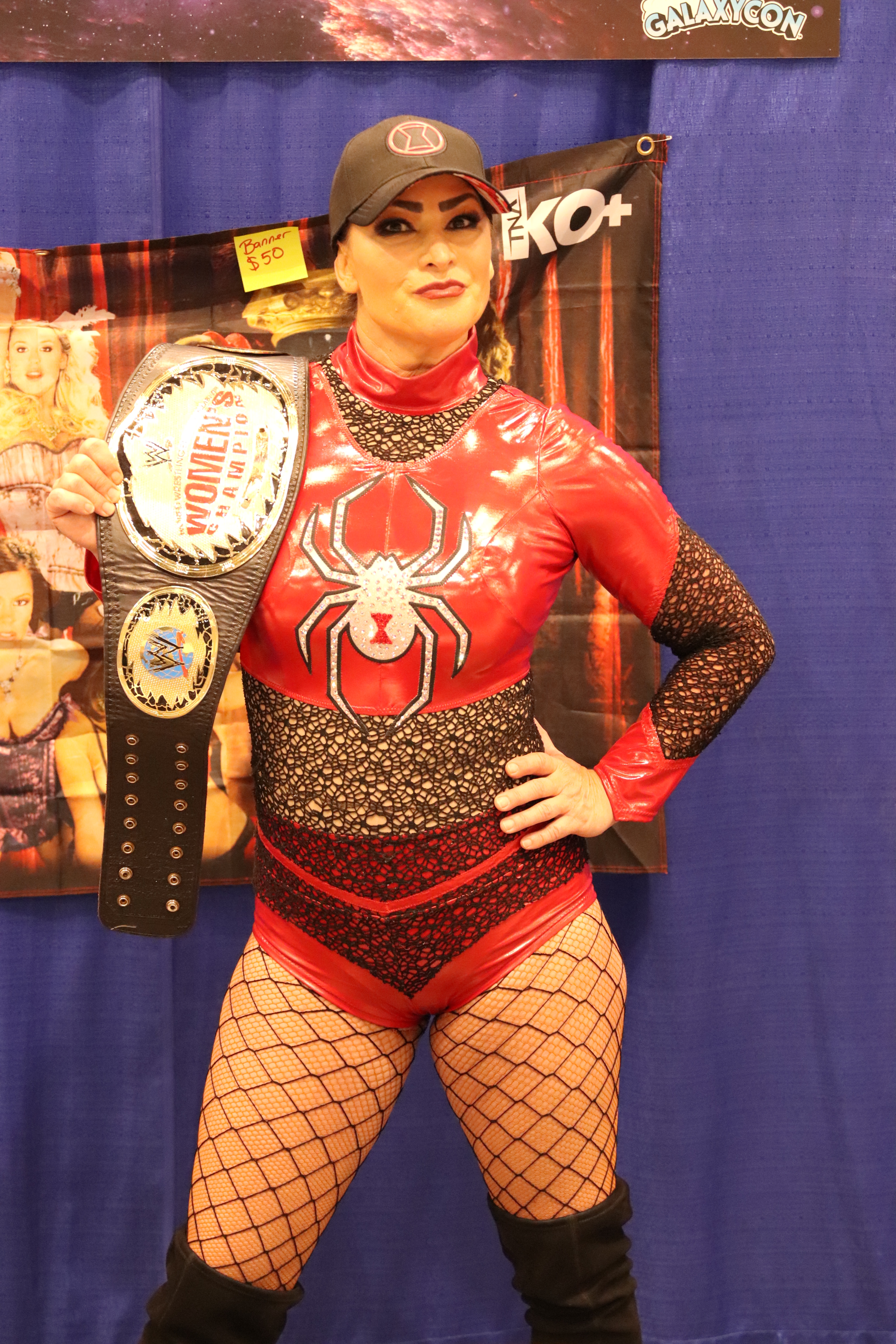
Victoria fue dos veces Campeona femenina de WWE.

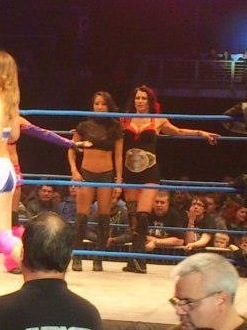
Tara fue cinco veces Campeona de Knockouts.

### Fisicoculturismo
- Debbie Kruck Fitness Classic
  - Tall Class – 1.er Lugar - 1999[8]
- ESPN2 Fitness America Series
  - 1.er Lugar - 1997[8]
  - 2.º Lugar - 1998[8]
- Lifequest Triple Crown
  - Top 20 - 1997[8]
- National Cheerleading Association
  - NCA All-American Award
- National Physique Committee
  - NPC Inland Empire, Middleweight – 1.er Lugar - 1995[8]
  - NPC Team Universe, Tall Class – 2.º Lugar - 1999[8]
- Women's Tri-Fitness
  - Ironwoman Tri-Fitness – 4.º Lugar - 1998[8]

### Lucha libre profesional
- Cauliflower Alley Club
  - Women's Wrestling Award (2015)[94]
- Master of Ring Entertainment
  - MORE Wrestling Women's Heavyweight Championship (1 vez)[95]
- Total Nonstop Action Wrestling
  - TNA Women's Knockout Championship (5 veces)
  - TNA Knockout Tag Team Championship (1 vez) - con Miss Tessmacher

- World Wrestling Entertainment
  - WWE Women's Championship (2 veces)

- Pro Wrestling Illustrated
  - PWI Mujer del año - 2004[96]
  - Situada en el N°12 en los PWI Female 50 de 2008.[97]
  - Situada en el N°5 en los PWI Female 50 de 2009.[98]
  - Situada en el Nº11 en el PWI Female 50 en 2010.[98]
  - Situada en el Nº8 en el PWI Female 50 en 2011.[99]
  - Situada en el Nº10 en el PWI Female 50 en 2012
  - Situada en el Nº8 en el PWI Female 50 en 2013.

## Luchas de apuestas
| Ganadora          | Perdedora               | Lugar                            | Evento          | Fecha               | Notas |
| ----------------- | ----------------------- | -------------------------------- | --------------- | ------------------- | ----- |
| Victoria (título) | Molly Holly (cabellera) | Ciudad de Nueva York, Nueva York | WrestleMania XX | 14 de marzo de 2004 | .     |